# Kaemis carnicus
Kaemis carnicus is een spinnensoort in de taxonomische indeling van de celspinnen (Dysderidae).
Het dier behoort tot het geslacht Kaemis. De wetenschappelijke naam van de soort werd voor het eerst geldig gepubliceerd in 1995 door Fulvio Gasparo.